# Philodromus frontosus
Philodromus frontosus là một loài nhện trong họ Philodromidae.
Loài này thuộc chi Philodromus. Philodromus frontosus được Eugène Simon miêu tả năm 1897.